# Clivaje (psicología)
Clivaje: Las nociones de la palabra alemana Spaltung (que han sido traducidas como clivaje o escisión) fueron asociadas a las de  disociación y discordancia y desarrolladas primeramente a fines del siglo XIX por Jean-Martin Charcot y Wundt, quienes estudiaban las personalidades múltiples, el automatismo  mental y la hipnosis.
En las teorías psicodinámicas, la  Spaltung es considerada un mecanismo de defensa que consiste en escindir, clivar, separar, dividir de un modo neto las cualidades  contradictorias (o consideradas como tales) pero coexistentes en el  ego o en el objeto. Se le considera un mecanismo de defensa primitivo, propio de los primeros meses de vida del ser humano que en la adultez, si no está positivamente tramitado puede presentarse en varias formas de psicosis.

## El mecanismo de defensa
Si por ejemplo, se percibe que una persona considerada  amiga revela comportamientos de sí que no compartimos o un comportamiento que nos ofende, puede ocurrir que lleguemos (o mejor dicho nuestro ego llegue) a "escindir" las cualidades "buenas" de las "malas" de tal persona, para no renunciar a nuestro objeto de relación (transformado —para nuestro ego en el objeto— en un sujeto "bueno" y netamente distinto del "malo" desvalorizado o, por lo menos, devaluado). En otros casos se puede valorizar a las malas cualidades, esto es muy frecuente en las relaciones afectivas.

En la base de tal escisión está, entonces, un mecanismo arcaico que tiende a tolerar las componentes contradictorias de la realidad afectiva, desde el punto de vista evolutivo es una búsqueda de relaciones "buenas", gratificantes, para no descorazonar al sujeto frente a experiencias frustrantes. La escisión es de este modo un mecanismo de defensa con una función adaptativa para el o la infante y en la adolescencia y en la adultez opera una separación  de cualidades del objeto respecto al ego sin por ello comprometer al principio de realidad.
 
Tratándose de un mecanismo de defensa arcaico, que se origina con un sentido evolutivo, la escisión puede presentar,  en algunos casos (si en la adolescencia o en la madurez se mantiene en forma masiva y tenaz), aspectos de inadaptación.

## El clivaje según el psicoanálisis
Los criterios referidos al clivaje en la disciplina psicoanalítica han cobrado diversos matices a lo largo del siglo XX; en un principio se correspondían casi en todo con la noción sostenida por las teorías psicodinámicas en general; de este modo para S.Freud, creador del psicoanálisis,  la Spaltung era entendida aún como  la coexistencia en el seno del ego  de dos actitudes antagónicas, una consistente en negar (renegación) la realidad  , y la otra en aceptarla según el principio de realidad. 

Así la palabra clivaje (que antes de ser aceptada en el español castellano a fines del siglo XX fue un anglicismo  derivado de cleavage o un galicismo  derivado de clivage)  en psicoanálisis tiene antecedentes disimiles: Sigmund Freud habló en alemán de Ichspaltung (escisión del ego) palabra compuesta alemana que fue traducida al francés como clivage du moi  y al inglés como: splitting of the ego. El término, en forma de palabra compuesta alemana, Ichspaltung (escisión del yo)  fue introducido por Sigmund Freud en 1927, para designar un fenómeno típico del fetichismo sexual (considerado desde Richard von Krafft-Ebing  y por S. Freud como una de las perversiones)  ya que a fines del siglo XIX y a inicios del siglo XX no quedaban claras las diferencias de la perversión en general con los de la psicosis.
Según Melanie Klein (1932) la Spaltung es un mecanismo fundamental en el desarrollo psíquico infantil  y corresponde a la posición esquizo-paranoide. Durante la lactancia el niño de pocos meses percibe un "ambiente relacional" representado por el pecho materno que es el primer objeto de amor que se encuentra y es la fuente de nutrición, por lo tanto es asumido como "símbolo" omnipotente. El pecho materno puede apagar el requerimiento alimentario del bebe o puede frustrarlo, por ejemplo negándose cuando el bebe da muestras de hambre con su llanto, o no respetando los ritmos del pequeño. En este contexto la escisión opera una fundamental separación de las cualidades gratificantes (buenas) del pecho materno de aquellas frustrantes (malas), para animar al bebe a buscar el pecho pese a las experiencias desagradables. Entonces junto con la escisión del sujeto adviene las escisión del ego que rechazará al objeto malo y buscará al objeto bueno. Este mecanismo de defensa operará con todos los objetos relacionales precoces, para luego "resolverse" integrando gratificaciones y frustraciones operantes en la posición depresiva  del infante.
Luego de los estudios de Jacques Lacan la palabra clivaje describe el efecto de la Función Paterna que separa al individuo del Deseo de la Madre, el uso de la palabra clivaje es tomado de la escisión  correcta con que se da forma a un mineral cristalino, existe -aunque menos frecuentemente- el uso del galicismo refente que también alude a una escisión correcta (en francés refente suele aludir a una bisección o corte en dos de algo acorde a la naturaleza de lo seccionado); desde Jacques Lacan el sujeto es entendido como un $ (sujeto clivado ) en cuanto es separado del deseo de la madre por la función paterna y así todo genuino sujeto llega a ser inscripto, mediante el clivaje, en el discurso del lenguaje sano (o por lo menos, en el discurso neurótico), salvando, esta necesaria separación respecto a la  madre,  al  ego de quedar   alienado  en una psicosis.
Nota: en la teoría lacaniana el sujeto humano, en cuanto sujeto clivado suele ser simbolizado con una S barrada, es decir de este modo : $.